# Katja Hauser
Katja Hauser (2 de mayo de 1989) es una deportista suiza que compitió en remo. Ganó una medalla de bronce en el Campeonato Europeo de Remo, en la prueba de cuatro scull.

## Palmarés internacional
| Campeonato Europeo | Campeonato Europeo          | Campeonato Europeo | Campeonato Europeo |
| Año                | Lugar                       | Medalla            | Prueba             |
| ------------------ | --------------------------- | ------------------ | ------------------ |
| 2010               | Montemor-o-Velho (Portugal) | Medalla de bronce  | Cuatro scull       |